# 杰罗恩卡尔萨
杰罗恩卡尔萨（Jeron Khalsa），是印度中央邦Tikamgarh县的一个城镇。总人口8297（2001年）。

## 人口
该地2001年总人口8297人，其中男性4383人，女性3914人；0—6岁人口1496人，其中男766人，女730人；识字率41.80%，其中男性为53.57%，女性为28.62%。